# Costa Rica nos Jogos Olímpicos de Verão de 2004
A Costa Rica competiu nos Jogos Olímpicos de Verão de 2004, em Atenas, na Grécia.